# Красноключевский сельсовет (Башкортостан)
Красноключевский сельсовет — муниципальное образование в Нуримановском районе Башкортостана.
Административный центр — село Красный Ключ.

## История
Согласно Закону о границах, статусе и административных центрах муниципальных образований в Республике Башкортостан имеет статус сельского поселения.
В октябре 2010 года в состав сельсовета включены две новообразованные деревни — Кировка и Пушкино.

## Население
| 2002  | 2009  | 2010  | 2012  | 2013  | 2014  | 2015  |
| ----- | ----- | ----- | ----- | ----- | ----- | ----- |
| 2852  | ↗2898 | ↘2670 | ↘2632 | ↘2594 | ↘2576 | ↘2564 |
| 2016  | 2017  | 2018  |       |       |       |       |
| ↗2577 | ↘2575 | ↘2563 |       |       |       |       |

## Состав сельского поселения
| № | Населённый пункт | Тип населённого пункта       | Население |
| - | ---------------- | ---------------------------- | --------- |
| 1 | Красный Ключ     | село, административный центр | ↗2289     |
| 2 | Чандар           | деревня                      | ↗247      |
| 3 | Яман-Порт        | деревня                      | ↗192      |
| 4 | Устье Яман-Елги  | деревня                      | →12       |
| 5 | Кировка          | деревня                      | →0        |
| 6 | Пушкино          | деревня                      | →0        |

## Известные уроженцы
- Сотников, Сергей Михайлович (род. 5 февраля 1958) — начальник вертолётной площадки в Ижме, на которую произвел аварийную посадку самолёт Ту-154[17][18].

## Достопримечательности
- Симкинская узкоколейная железная дорога — лесовозная железная дорога, ликвидирована в 2001-2006 гг., предназначалась для перевозки древесины из лесов Южного Урала к воде[19][20].
- Яман-Елгинская узкоколейная железная дорога — лесовозная железная дорога, ликвидирована в 2010 году, предназначалась для перевозки древесины из лесов Южного Урала к воде[21][22].